# Макогін

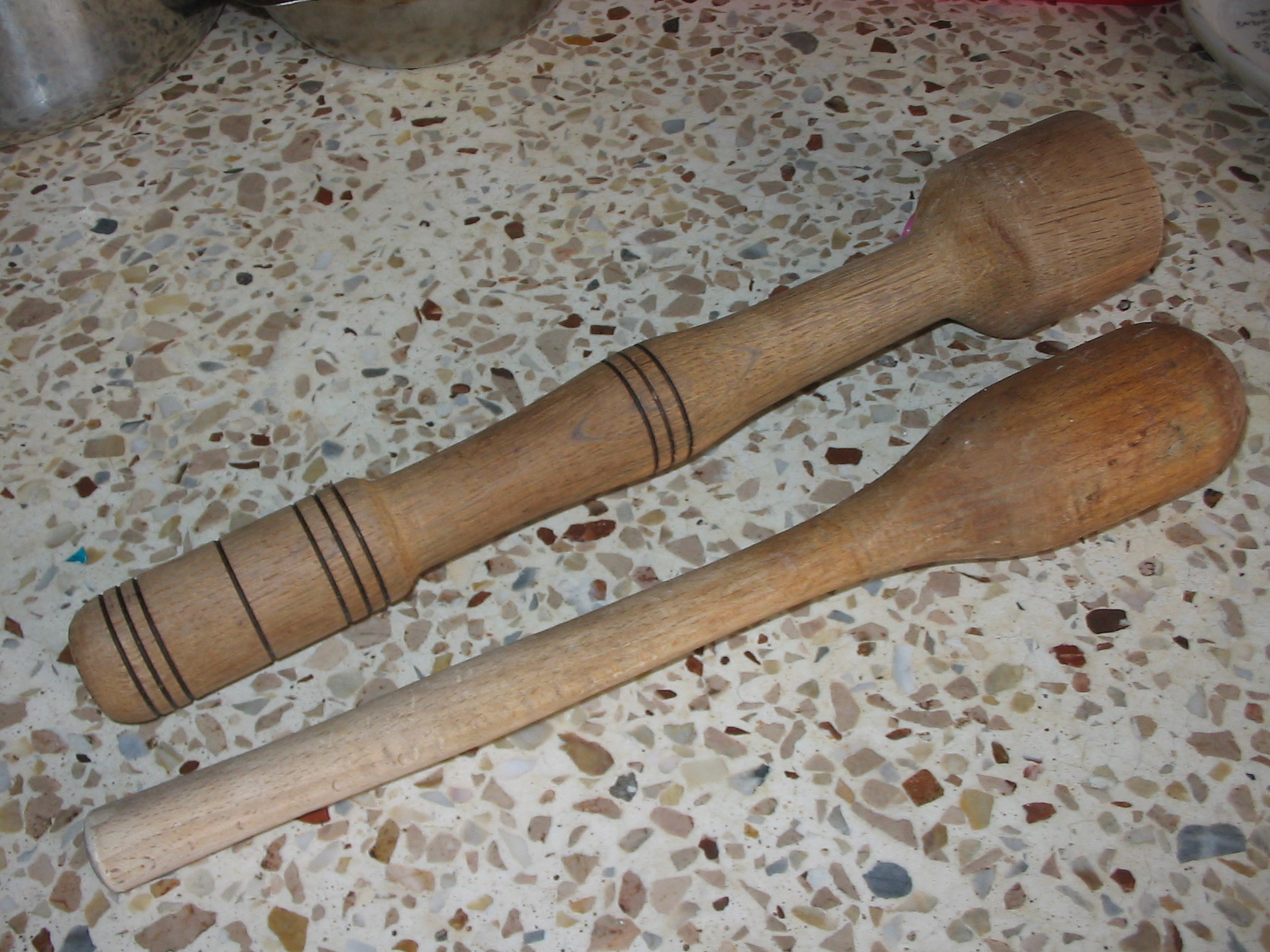
Макогін

Макогі́н, м'я́ло, діал. верцюх — спеціальне дерев'яне начиння у вигляді товкача для перетирання різноманітних продуктів харчування чи маку. Створене для виконання робіт у системі з макітрою.
Колись великі макогони використовували ще й для розтирання кормів для свиней, худоби.

## У культурі
Традиції
Традиційно в Україні для різдвяної куті мак перетирав чоловік, батько родини, читаючи при цьому молитву. У цьому звичаї макогін символізує чоловіче начало, а макітра — жіноче. Частенько перед Різдвом купували новенький макогін і макітру. Інший звичай, пов'язаний з макогоном, відноситься до залицянь та сватівства. Якщо хлопчина відправляв до обраниці старостів, а вона не відповідала навзаєм, то молодиця повертала старостам вручений їй хліб або дарувала гарбуза. У такому випадку про залицяльника казали, що він «вхопив гарбуза» чи «облизав макогін». У деяких місцях України на подвір'ї в юнака вночі будували велетенський макогін із сіна на втіху народу.
Повір'я
- Якщо присниться макогін, то це могло означати можливу зраду або невірність партнера.[джерело?]
- Якщо дівчина буде облизувати макогін, то її чоловік лисим буде.[джерело?]

Загадки 
- На голові ярмарок, на животі шарварок, між ногами ґвалт (макогін і макітра)
- Батько з лісу, мати з базару, а діти з городу (макогін, макітра та мак).
- Скочив хлопчик у городчик та й гарчить (макогін).
- Ходить хлоп по долині в одній чоботині, на все поле гука-гука (макогін).

Прислів'я
- Дурний і в макітрі макогона зломить
- Ударив у дзвін, як треба в макогін

## Цікаві факти
- У творах Ярослава Курдидика «Два кулемети» (оповідання «Дні з болота й сталі») та Івана Багряного «Огнене коло», що описують події Другої світової війни, «макогоном» називали панцерфауст[4][5].